# Trekornshatt

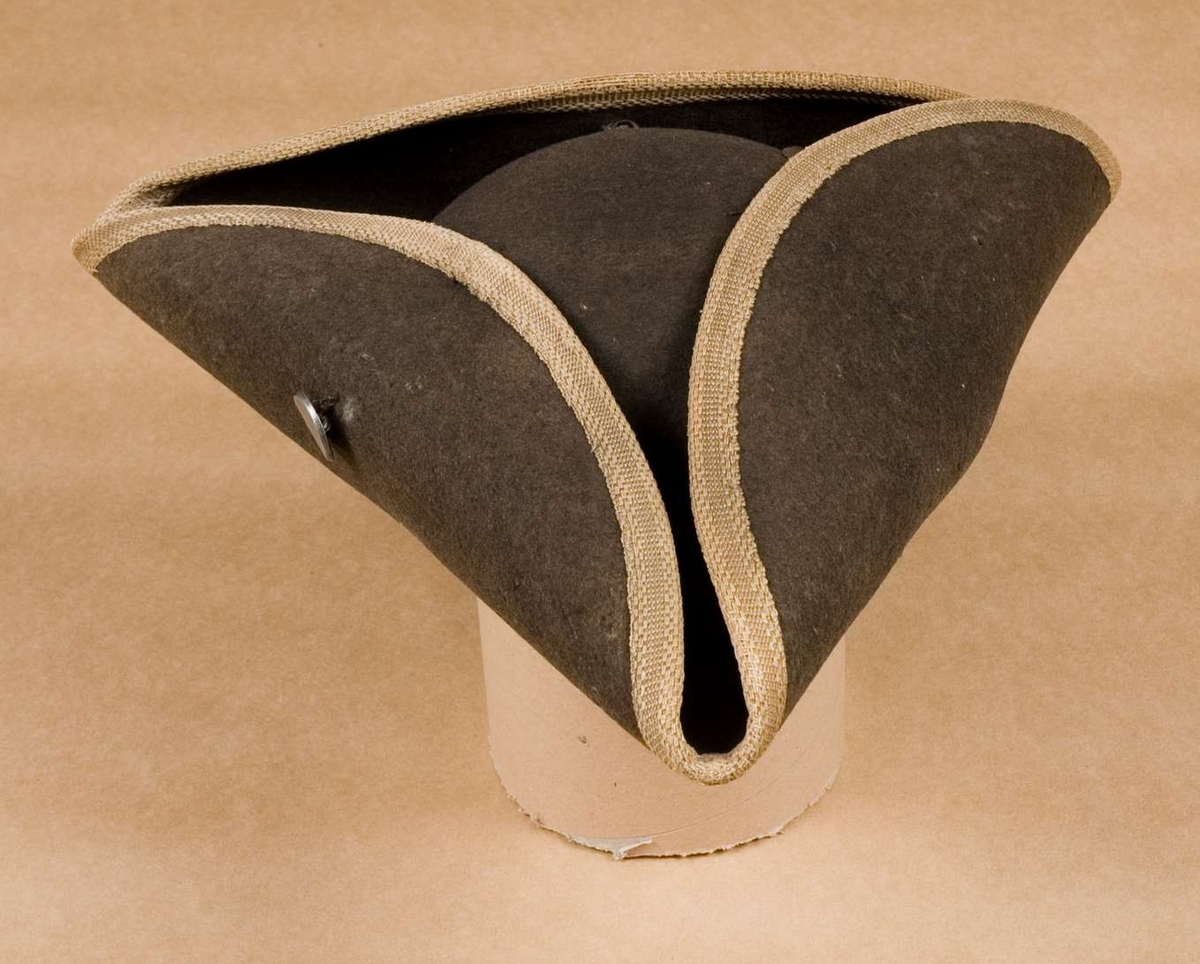
Trekornshatt.

Trekornshatt, trekantshatt eller tricorne (franska, tre hörn) är en rund filthatt vars brätte är uppvikt på tre sidor och som ser ut som en trehörning/triangel. Den var mycket populär under 1700-talet och användes även i militära sammanhang.
Trekornshatten användes i Sverige bland annat av karolinerna och i svenska arméns uniform m/1910.